# PZL P.7
O PZL P.7 era um caça polonês projetado no início da década de 1930 na fábrica da PZL em Varsóvia. Construção de ponta e um dos primeiros caças monoplanos inteiramente metálicos do mundo entre 1933 e 1935, foi o principal lutador da Força Aérea Polonesa.Foi substituído em serviço polonês pelo seu projeto de acompanhamento, o PZL P.11c . Mais de 30 caças P.7 permaneceram em serviço durante a Invasão da Polônia , marcando várias mortes apesar de sua obsolescência.

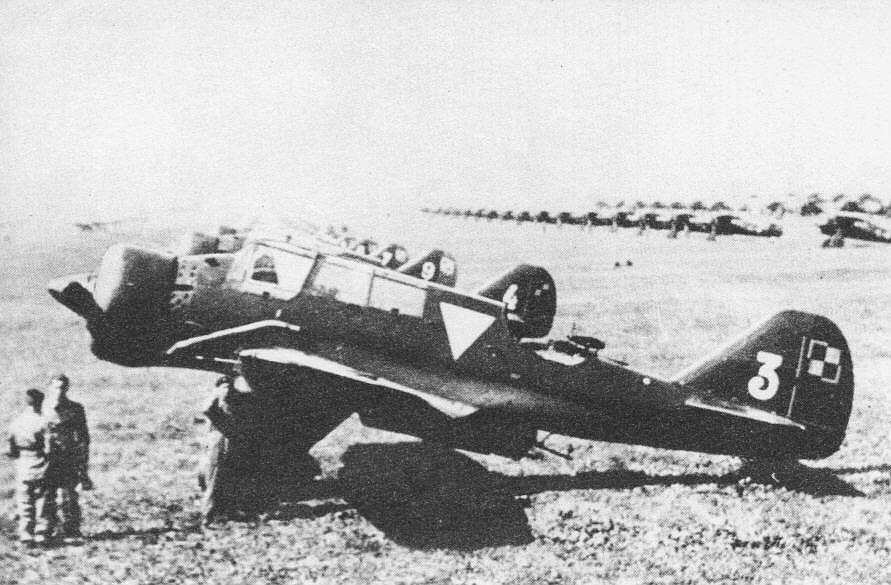

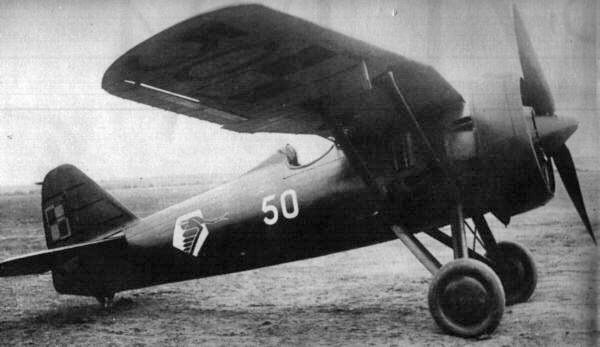

Autonomia de voo: 600 km
Velocidade máxima: 327 km/h
Comprimento: 6,98 m
Voo inaugural: outubro de 1930
Tipo de motor: Bristol Jupiter
Projetista: Zygmunt Puławski
1. ↑  «Aspetos do avião.»